# Bezzia maai
Bezzia maai är en tvåvingeart som beskrevs av Tokunaga 1966. Bezzia maai ingår i släktet Bezzia och familjen svidknott. Inga underarter finns listade i Catalogue of Life.